# Stazione di Gagliano Leuca
La stazione di Gagliano Leuca è la stazione ferroviaria terminale delle linee regionali pugliesi Zollino-Gagliano del Capo e Novoli-Gagliano del Capo, gestite dalle Ferrovie del Sud Est.
Si trova nel territorio comunale di Gagliano del Capo, mentre dista 6 km in linea d'aria da Leuca, frazione di Castrignano del Capo.

## Strutture e impianti
La stazione è dotata di 3 binari ed è situata ad un'altezza di 147,04 m s.l.m.
Nel corso del 2023 la stazione è stata ammodernata con la ritinteggiatura delle pareti e con la costruzione di una velostazione. La segnaletica di stazione è stata conformata a quella utilizzata da Rete Ferroviaria Italiana.

## Servizi
La stazione dispone di:
- Biglietteria a sportello e automatica
- Servizi igienici
- Area per l'attesa
- Parcheggio di scambio sia per veicoli sia per bici (velostazione)
- Accessibilità per portatori di handicap
- Fermata autolinee extraurbane

## Movimento
La stazione è servita dai treni regionali svolti dalle Ferrovie del Sud Est nella relazione Lecce - Gagliano Leuca sia via le linee 2 e 3 sia via le linee 5 e 6.

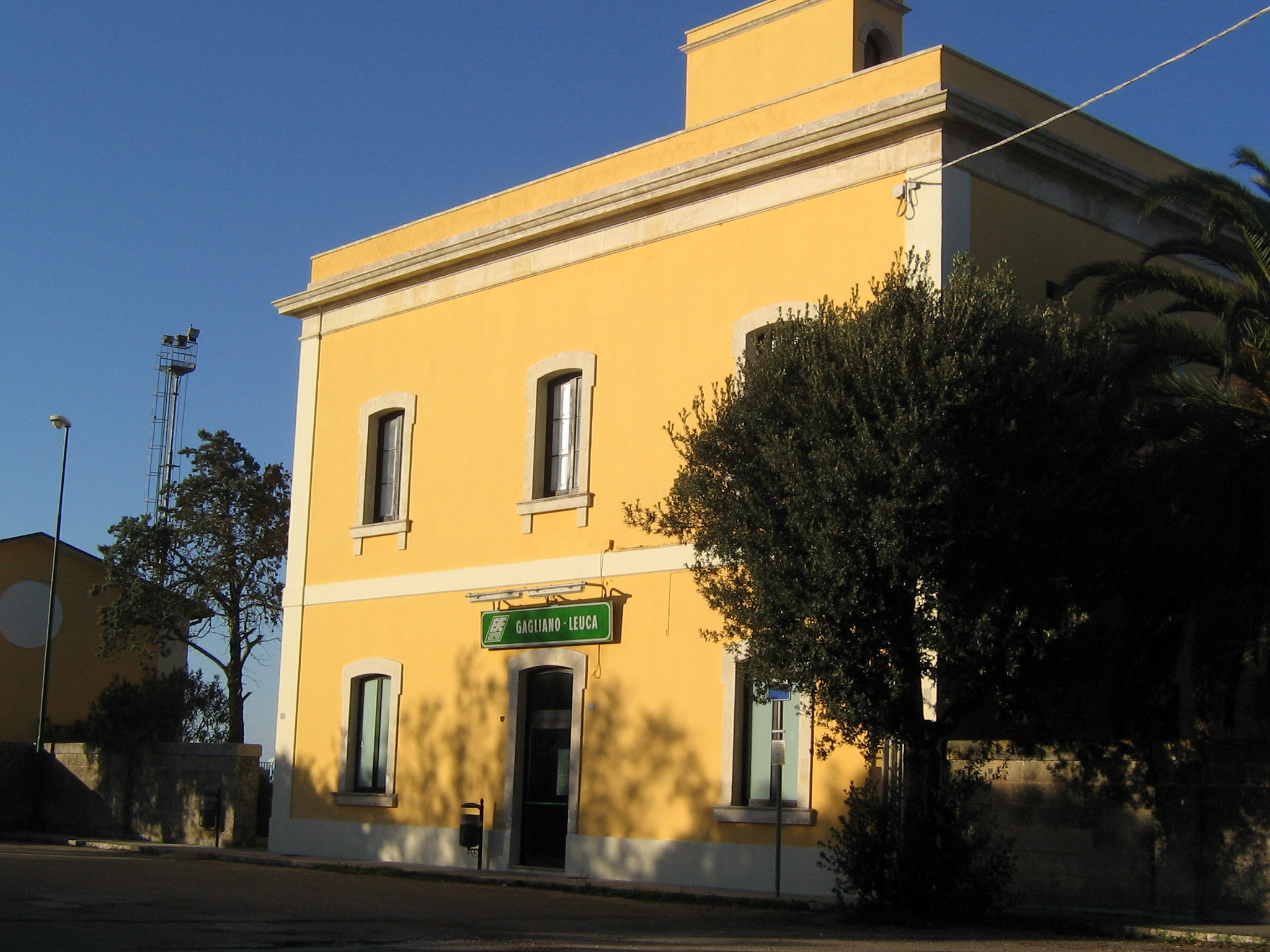
Esterno della stazione Gagliano Leuca